# Savonlinnan Pallokerho
Savonlinnan Pallokerho (kurz SaPKo) ist ein inaktiver finnischer Eishockeyverein aus Savonlinna, der 1929 gegründet wurde. Die Eishockeyabteilung wurde 1952 ins Leben gerufen und gehörte zwischen 2006 und 2017 der Mestis an. Ihre Heimspiele absolvierte die Mannschaft in der Talvisalon jäähalli. SaPKo unterhielt eine Kooperation mit KalPa aus der SM-liiga.

## Geschichte
Savonlinnan Pallokerho wurde 1929 gegründet. 1952 wurde die Eishockeyabteilung gegründet, die in den 1960er Jahren an der SM-sarja, der damals höchsten Spielklasse, teilnahm. 1968 erreichte das Team das Finale des finnischen Pokalwettbewerbs, in dem es Koo-Vee mit 2:10 unterlag. 1971 folgte der Abstieg in die zweite Liga, die Suomi-sarja.
1974 wurde das finnische Ligensystem reformiert und SaPKo gehörte zu den Teams, die der neuen I-divisioona zugeordnet wurden. In den folgenden Jahren spielte SaPKo meist in der zweiten Liga, stieg aber auch in die dritte Liga, die II-divisioona, ab und wieder auf.
In der Saison 1994/95 erreichte das Team um Brian Tutt die Qualifikation zur SM-liiga gegen Ilves, scheiterte aber am erstklassigen Klub aus Tampere. In den darauf folgenden Spieljahren konnte das Team nicht mehr an diese Erfolge anknüpfen und stieg schließlich in die dritte Spielklasse ab, die Suomi-sarja. Erst 2006 gelang der Wiederaufstieg in die Mestis, in der SaPKo bis 2022 spielte. 2017 erreichte der Club den größten Erfolg der Vereinsgeschichte, als das Team die Mestis-Meisterschaft gewann.
Nach den Relegationsspielen 2022 ging der Verein in die Insolvenz.

## Erfolge
- 1968 Pokalfinalist
- 2006 Aufstieg in die Mestis
- 2017 Gewinn der Mestis

## Spieler

### Gesperrte Trikotnummern
- #2 Paavo Tirkkonen
- #3 Jyrki Turunen
- #5 Ahti Ruohoaho
- #10 Raimo Turkulainen

### Bekannte ehemalige Spieler
| - Arto Heiskanen - Jarkko Immonen - Gennadi Kurdin - Jukka-Pekka Laamanen - Ville Leino - Steve MacDonald | - Randy Maxwell - Jarmo Myllys - Tuukka Rask - Seppo Repo - Antti Tirkkonen | - Pekka Tirkkonen - Tommi Turunen - Seppo Aksila - Brian Tutt - Wiktor Tjumenew |